# Condado de Guilford
El condado de Guilford (en inglés: Guilford County, North Carolina), fundado en 1771, es uno de los 100 condados del estado estadounidense de Carolina del Norte. En el año 2000 tenía una población de 421 048 habitantes con densidad poblacional de 250 personas por km². La sede del condado es Greensboro.

## Geografía
Según la Oficina del Censo, el condado tiene un área total de 1703 km² (657,5 mi²), de la cual 1681 km² (649 mi²) es tierra y 21 km² (8,1 mi²) es agua.
El condado es drenado, en parte, por la Deep River y Haw River.

### Municipios
El condado se divide en dieciocho municipios: Municipio de Bruce, Municipio de Center Grove, Municipio de Clay, Municipio de Deep River, Municipio de Fentress, Municipio de Friendship, Municipio de Gilmer, Municipio de Greene, Municipio de High Point Municipio de Jamestown, Municipio de Jefferson, Municipio de Madison, Municipio de Monroe, Municipio de Morehead, Municipio de Oak Ridge, Municipio de Rock Creek, Municipio de Sumner y Municipio de Washington.

### Condados adyacentes
- Condado de Rockingham (norte)
- Condado de Alamance (este)
- Condado de Randolph (sur)
- Condado de Davidson (suroeste)
- Condado de Forsyth (oeste)

### Área Nacional protegida
- Parque Nacional Palacio de Justicia Militar de Guilford

## Demografía
En el 2000 la renta per cápita promedia del condado era de $42 618, y el ingreso promedio para una familia era de $52 638. El ingreso per cápita para el condado era de $23 340. En 2000 los hombres tenían un ingreso per cápita de $35 940 contra $27 092 para las mujeres. Alrededor del 10.60% de la población estaba bajo el umbral de pobreza nacional.

## Lugares

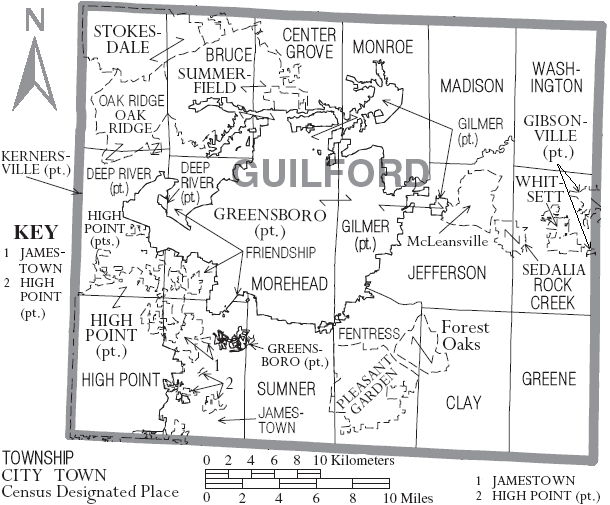
Mapa del Condado de Guilford en Carolina del Norte con sus municipios

### Ciudades y pueblos
- Greensboro
- High Point
- Jamestown
- Oak Ridge
- Pleasant Garden
- Sedalia
- Stokesdale
- Summerfield
- Whitsett
- Colfax
- Browns Summit
- Gibsonville

Parte de Archdale y Kernersville están en el Condado de Guilford.

## Lugares designados por el censo
- Forest Oaks
- McLeansville